# Filippinerna i olympiska sommarspelen 1992
Filippinerna deltog i de olympiska sommarspelen 1992 med en trupp bestående av 26 deltagare, och totalt blev det ett brons.

## Boxning
Lätt flugvikt
- Roel Velasco →  Brons
  - Första omgången – Besegrade James Wanene (KEN), 16:1
  - Andra omgången – Besegrade Rajendra Prasad (IND), 15:6
  - Kvartsfinal – Besegrade Rowan Williams (GBR), 7:6
  - Semifinal – Förlorade mot Rogelio Marcelo (CUB), RSCH-1

Bantamvikt
- Roberto Jalnaiz

Fjädervikt
- Charlie Balena

Lättvikt
- Ronald Chavez

Lätt weltervikt
- Arlo Chavez

## Cykling
Herrarnas linjelopp
- Domingo Villanueva
- Norberto Oconer

## Friidrott
Herrarnas maraton
- Herman Suizo — 2:25,18 (→ 52:a plats)

Herrarnas 3 000 meter hinder
- Hector Begeo

Herrarnas stavhopp
- Edward Lasquete
  - Kval — 5,00 m (→ gick inte vidare)

## Fäktning
Herrarnas florett
- Walter Torres

## Judo
Herrar
- Jerry Dino

Herrarnas halv mellanvikt
- John Baylon

## Ridsport
Individuell hoppning
- Denise Cojuangco

## Segling
Herrarnas lechner
- Richard Paz
  - Slutlig placering — 292.0 poäng (→ 31:a plats)

Soling
- Mario Almario, Teodorico Asejo och Juan Miguel Torres